# Faith Under Fire
Pour plus de détails, voir Fiche technique et Distribution.
Faith Under Fire est un téléfilm biographique américain réalisé par Vondie Curtis-Hall, produit par Lifetime et diffusé le 27 janvier 2018, sur la chaine Lifetime.
Il n’a toujours pas obtenu de diffusion française, mais il est annoncé prochainement, sur le site allociné.

## Synopsis
Tirée d’une histoire vraie, une jeune femme prénommée Antoinette Tuff, va éviter une tuerie dans son école, par l’un de ses élèves.

## Distribution
- Toni Braxton : Antoinette Tuff
- Trevor Morgan :Michael Hill
- Yaya DaCosta : Kendra
- David Manzanares : Benito 'Benny' Medina
- Jesse C. Boyd : Jim Sterling

## Accueil
Le téléfilm est un succès aux États-Unis, se classant à la 1re place, lors de sa diffusion.
Le film obtient la note de 7,4 sur 10 sur le sérieux site imdb.